# Rewolucyjna Armia Ludu (Kolumbia)

Flaga ugrupowania

Rewolucyjna Armia Ludowa (hiszp. Ejército Revolucionario del Pueblo, ERP) – grupa partyzancka z Kolumbii.

## Historia
Założona w 1996 roku przez rozłamowców z Armii Wyzwolenia Narodowego. Była niewielkim ugrupowaniem liczącym od 50 do 350 członków. Zwalczana przez rząd, siły
paramilitarne i Rewolucyjne Siły Zbrojne Kolumbii (FARC). Zlikwidowana w 2007 roku. Miała na koncie liczne porwania dla okupu.

## Ideologia
Profil ideologiczny nie jest znany, przypuszcza się, że podzielała komunistyczne przekonania ELN.